# Marquesado de San Vicente del Barco

El marquesado de San Vicente del Barco es un título nobiliario español, concedido el 30 de marzo de 1629 por Felipe IV, con el vizcondado previo de Villatoquite, a Fadrique de Vargas y Manrique de Valencia, al elevar a marquesado el señorío de San Vicente del Barco en la provincia de Zamora. En 1771 Carlos III le otorgó la Grandeza de España.

## Marqueses de San Vicente del Barco
|                                     | Titular                                                        | Periodo                             |
| Creado en 1629 por el rey Felipe IV | Creado en 1629 por el rey Felipe IV                            | Creado en 1629 por el rey Felipe IV |
| ----------------------------------- | -------------------------------------------------------------- | ----------------------------------- |
| I                                   | Fadrique de Vargas y Manrique de Valencia                      | 1629-1653                           |
| II                                  | Mariana de Vargas Manrique de Valencia y Tapia                 | 1653-1679                           |
| III                                 | Juan Fernández de Villarroel Vargas                            | 1679-1708                           |
| IV                                  | Fernando Manuel de Villarroel Cabeza de Vaca                   | 1708-1744                           |
| V                                   | Pedro Fernández de Villarroel y Vargas Manrique                | 1744-1792                           |
| VI                                  | Manuela Antonia Fernández de Villarroel y Villacís de la Cueva | 1792-1813                           |
| VII                                 | Cayetano de Silva y Fernández de Córdoba                       | 1813-1865                           |
| VIII                                | Agustín de Silva Bernuy y Valda                                | 1865-1872                           |
| IX                                  | Alfonso de Silva y Fernández de Córdoba                        | 1903-1915                           |
| X                                   | María del Rosario de Silva y Gurtubay                          | 1915-1934                           |
| XI                                  | Cayetana Fitz-James Stuart y Silva                             | 1934/1949-1994                      |
| XII                                 | Fernando José Martínez de Irujo y Fitz-James Stuart            | 1994-actual titular                 |

## Historia de los marqueses de San Vicente del Barco
- Fadrique de Vargas y Manrique de Valencia (m. después del 6 de diciembre de 1653), I marqués de San Vicente del Barco,[2] mariscal de Castilla y corregidor de Burgos y de Madrid y caballero de la Orden de Santiago.[1]

Casó en primeras nupcias con María Dávila Bracamonte y en segundas con María de Toledo y Silva. Le sucedió su nieta:
- Mariana de Vargas Manrique de Valencia y Tapia (m. 8 de mayo de 1679), II marquesa de San Vicente del Barco.[2] Sin descendencia, le sucedió su primo,[1] nieto de Antonia Manrique, hermana del primer marqués de San Vicente del Barco.

- Juan Fernández de Villarroel Vargas (m. 14 de febrero de 1708), III marqués de San Vicente del Barco, señor de Villaviudas y de Villatoquite. Era hijo de Pedro Fernández de Villarroel y Manrique de Valencia.[3]

Casó en primeras nupcias, el 26 de septiembre de 1671, con Francisca Cabeza de Vaca y Quiñones (m. 1685) y en segundas con Catalina de Tovar. Le sucedió su hijo del primer matrimonio:
- Fernando Manuel de Villarroel Cabeza de Vaca (Valladolid, junio de 1680-Madrid, 15 de junio de 1744), IV marqués de San Vicente del Barco,[4] vizconde de Villatoquite.[4]

Casó el 20 de diciembre de 1705, en Madrid, con su sobrina María Antonia Fernández de Córdoba y Cabeza de Vaca (Madrid, 6 de febrero de 1690-Madrid, 29 de abril de 1767), III marquesa de Fuentehoyuelo. Sucedió su hijo:
- Pedro Antonio Fernández de Villarroel y Vargas Manrique (León, 28 de julio de 1719-Madrid, 26 de mayo de 1792),  V marqués de San Vicente del Barco,[2] VI marqués de Ciadoncha,[6][3] IV marqués de Fuentehoyuelo, señor de Villaviudas, Villatoquite, Hornillos de Cerrato, Pinilla de Arlanza y otras villas, gran cruz de Carlos III, gentilhombre de cámara con ejercicio y servidumbre y mayordomo mayor del infante Gabriel.

Casó, el 14 de abril de 1739, con María Micaela de Villacís de la Cueva y Manrique de Lara (Madrid, 8 de septiembre de 1717-Madrid, 27 de octubre de 1791), hija de Ignacio Manuel de Villacís y Manrique de Lara, IV conde de Peñaflor de Argamasilla, y de Manuela de la Cueva y Enríquez, hija de Manuela de la Cueva y de la Cueva —hija de Melchor Fernández de la Cueva y Enríquez de Cabrera, IX duque de Alburquerque, y de su esposa Ana Rosalía Fernández de la Cueva y Ribera, III marquesa de Cadreita y V condesa de la Torre—. Sucedió su hija:
- Manuela Antonia Fernández de Villarroel y Villacís de la Cueva (Madrid, 14 de septiembre de 1740-Madrid, 3 de marzo de 1813), VI marquesa de San Vicente del Barco,[2] VII marquesa de Ciadoncha,[9] y V marquesa de Fuentehoyuelo.[9]

Casó el 10 de julio de 1757 con Vicente Maldonado y Boil de Scala, III conde de Villagonzalo y II marqués de la Scala. Sin descendencia. Sucedió su sobrino nieto, hijo de su sobrina Juana Fernández de Córdoba Sarmiento y Villarroel (m. 25 de mayo de 1808), VIII condesa de Salvatierra, VII marquesa de Sobroso, VI marquesa de Fuentehoyuelo, VII vizcondesa de Villatoquite, X marquesa de Baides, XIII marquesa de Loriana, VIII marquesa de la Puebla de Ovando, X marquesa de Jódar y IX marquesa de Valero, y de su esposo José Rafael de Silva Fernández de Híjar, XII duque de Híjar, XVI duque de Lécera, XII duque de Aliaga, etc.
- Cayetano de Silva y Fernández de Córdoba (Madrid, 2 de noviembre de 1805-Perpiñán, 25 de enero de 1865), VII marqués de San Vicente del Barco,[12][13] VIII marqués de Ciadoncha,[13]  XVII duque de Lécera,[14] XIII duque de Híjar, XIX conde de Ribadeo,[15] XVII conde de Salinas,[15]  VIII duque de Almazán, IX marqués de Orani, XIV marqués de Almenara, X marqués de Vilanant, XI marqués de Jódar, XIII conde de Aranda, XIII conde de Vallfogona, vizconde de Alquerforadat, XXI vizconde de Ebol.

Casó el 11 de enero de 1826, en Madrid, con María Soledad Bernuy y Valda, hija de Ana Agapita de Valda y Teigeiro, IX marquesa de Valparaíso y marquesa de Albudeite. Le sucedió su hijo:
- Agustín de Silva Bernuy y Valda (Madrid, 10 de mayo de 1822-16 de mayo de 1872), VIII marqués de San Vicente del Barco,[16][17] IX marqués de Ciadoncha,[17] XVIII duque de Lécera,[14] IX duque de Bournonville, XIV conde de Aranda,[18][19] XIV duque de Híjar, XX conde de Ribadeo,[17] XIX conde de Salinas, X marqués de Orani,[17] IX marqués de Rupit,[17] marqués de Sobroso, XV marqués de Almenara, conde de Castellflorit, X conde de Salvatierra, vizconde de Alquerforadat y vizconde de Ebol.

Casó el 5 de enero de 1852, en Madrid, con su tía, Luisa Ramona Fernández de Córdoba y Vera de Aragón (m. 1902), dama de honor de la reina Isabel II, hija de Francisco de Paula Fernández de Córdoba y Lasso de la Vega, XIX conde de la Puebla del Maestre, y de María Manuela de Vera de Aragón y Nin de Zatrillas, marquesa de Peñafuerte. Sin descendientes, sucedió su primo en 1903 por rehabilitación:
- Alfonso de Silva y Fernández de Córdoba (Pau, 4 de agosto de 1888-Madrid, 8 de mayo de 1955), IX marqués de San Vicente del Barco,[17] XVI duque de Híjar, XVII conde de Palma del Río,. XXII conde de Ribadeo, XV, marqués de Almenara, XIV duque de Aliaga, XVII conde de Aranda, XI conde de Salvatierra, caballero de la Orden de Calatrava y maestrante de Sevilla.[17]

Casó, el 8 de febrero de 1899 en Madrid, con María del Rosario Gurtubay y González de Castejón. En 1915, cedió el título a su hija:
- María del Rosario de Silva y Gurtubay (Madrid, 4 de abril de 1900-Madrid, 10 de enero de 1934), X marquesa de San Vicente del Barco.[21]

Casó con Jacobo Fitz-James Stuart y Falcó, XVII duque de Alba de Tormes, X duque de Berwick, X duque de Liria y Jérica, XI duque de Montoro, II duque de Huéscar, II duque de Arjona, XIII conde-duque de Olivares, XVI duque de Aliaga, etc. Le sucedió su hija única, título convalidado en 1949.

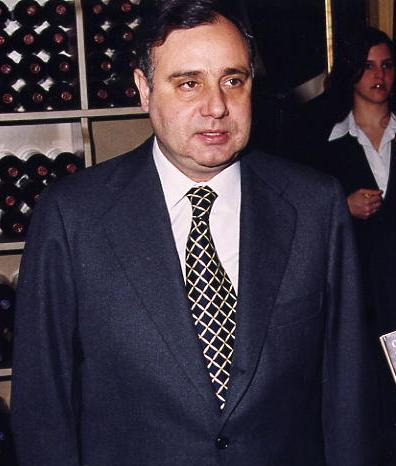
Fernando José Martínez de Irujo y Fitz-James Stuart, XII marqués de San Vicente del Barco

- Cayetana Fitz-James Stuart y Silva (Madrid, 29 de marzo de 1926-Sevilla, 20 de noviembre de 2014), XI marquesa de San Vicente del Barco,[21] XVIII duquesa de Alba de Tormes, XVIII marquesa de Almenara, etc.

Sucedió en 1994, su hijo, por cesión:
- Fernando José Martínez de Irujo y Fitz-James Stuart (n. Madrid, 11 de julio de 1959), XII marqués de San Vicente del Barco.[23][24]